# Jauchelette (Jodoigne)
Pour l’article homonyme, voir Jauchelette (Perwez).
Jauchelette (en wallon Djåçlete) est une section de la commune belge de Jodoigne, située en Région wallonne dans la province du Brabant wallon. C'était une commune à part entière avant la fusion des communes de 1977.

## Démographie
- Sources:INS, Rem:1831 jusqu'en 1970=recensements, 1976= nombre d'habitants au 31 décembre

## Patrimoine et culture

### Patrimoine architectural
- Église Sainte-Gertrude.
- Abbaye de la Ramée.
- Ferme de la Ramée.

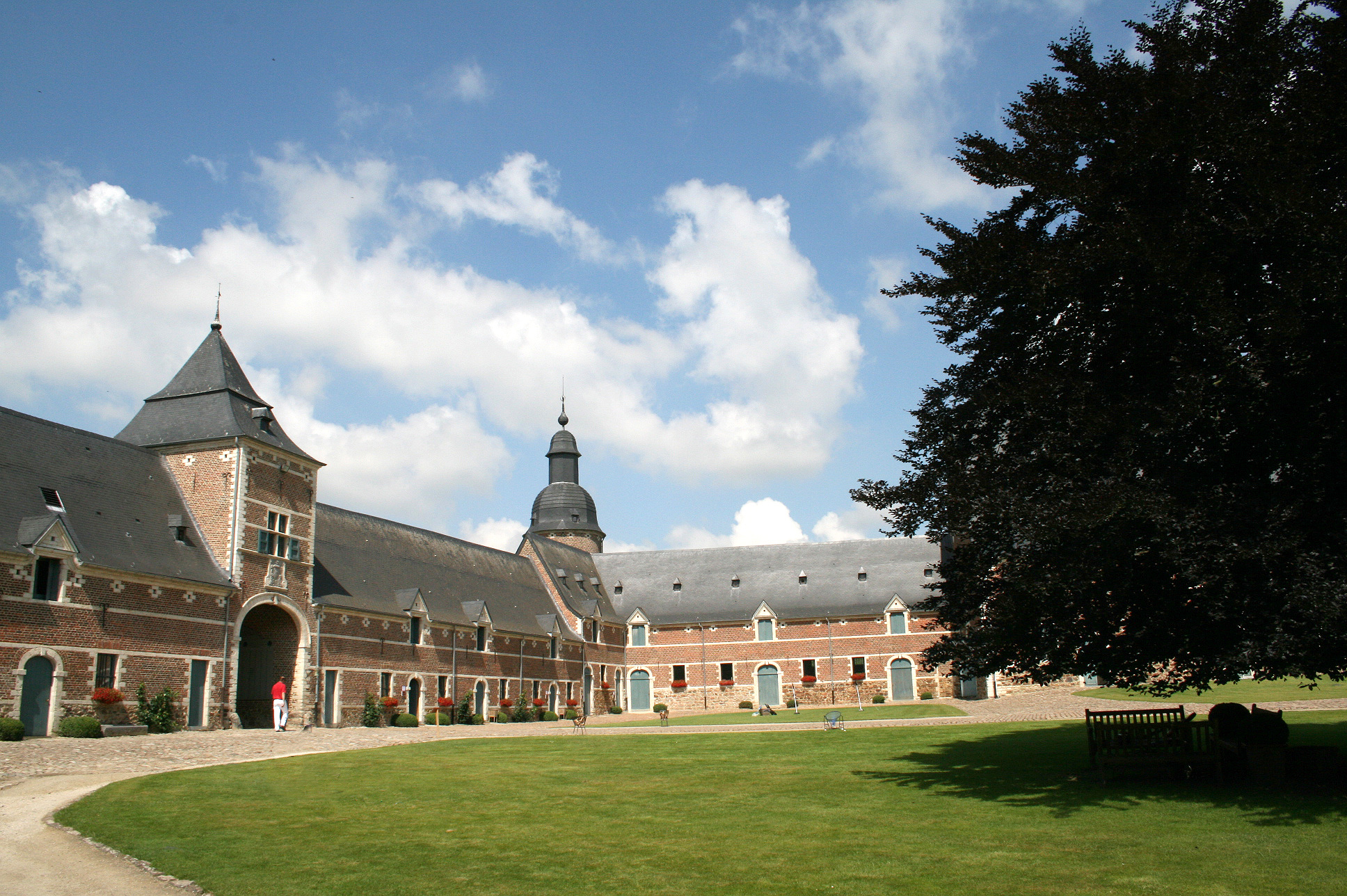
L'ancienne abbaye de la Ramée.
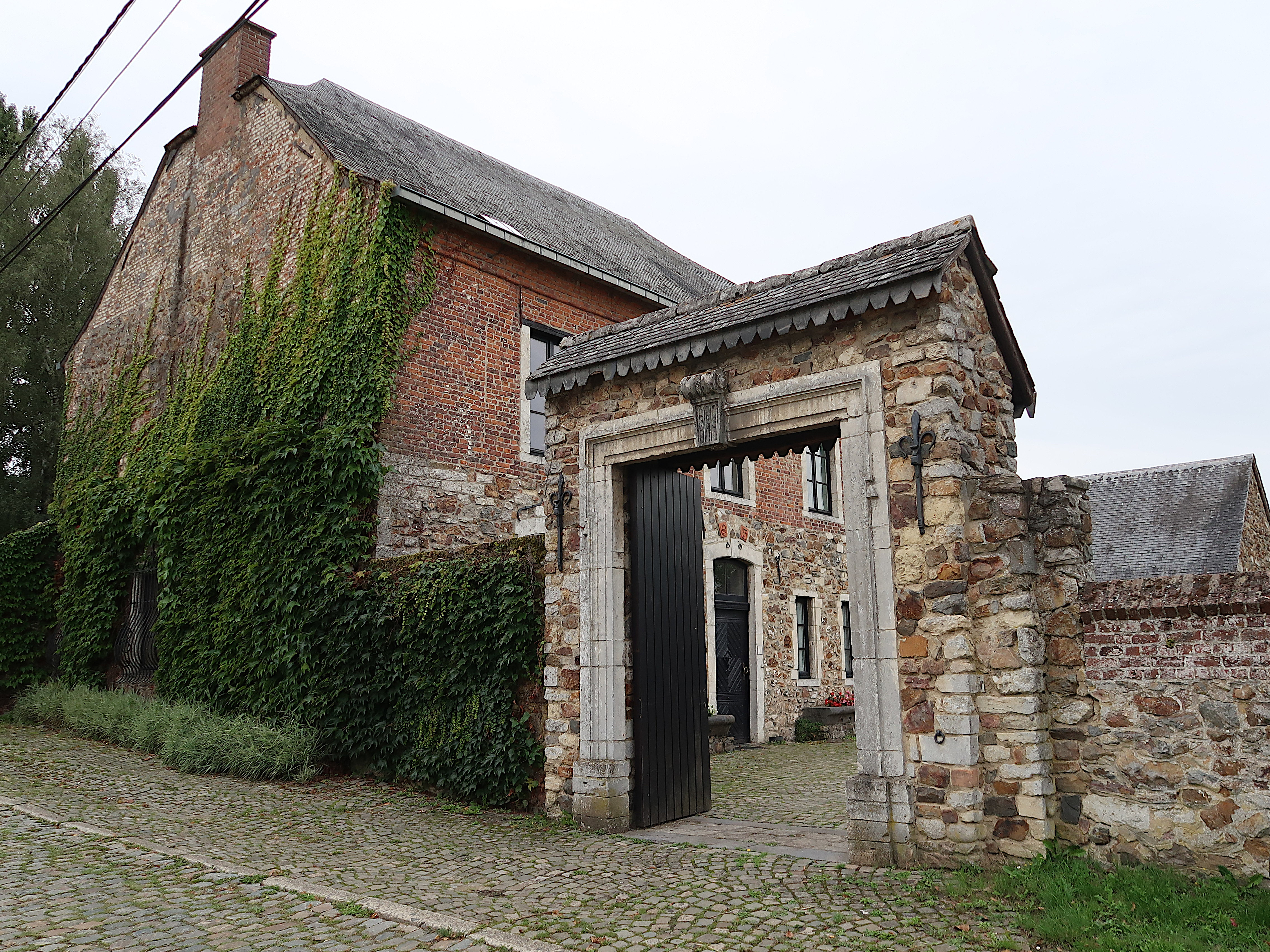
Presbytère avec noyau d'origine du XVIIe siècle.
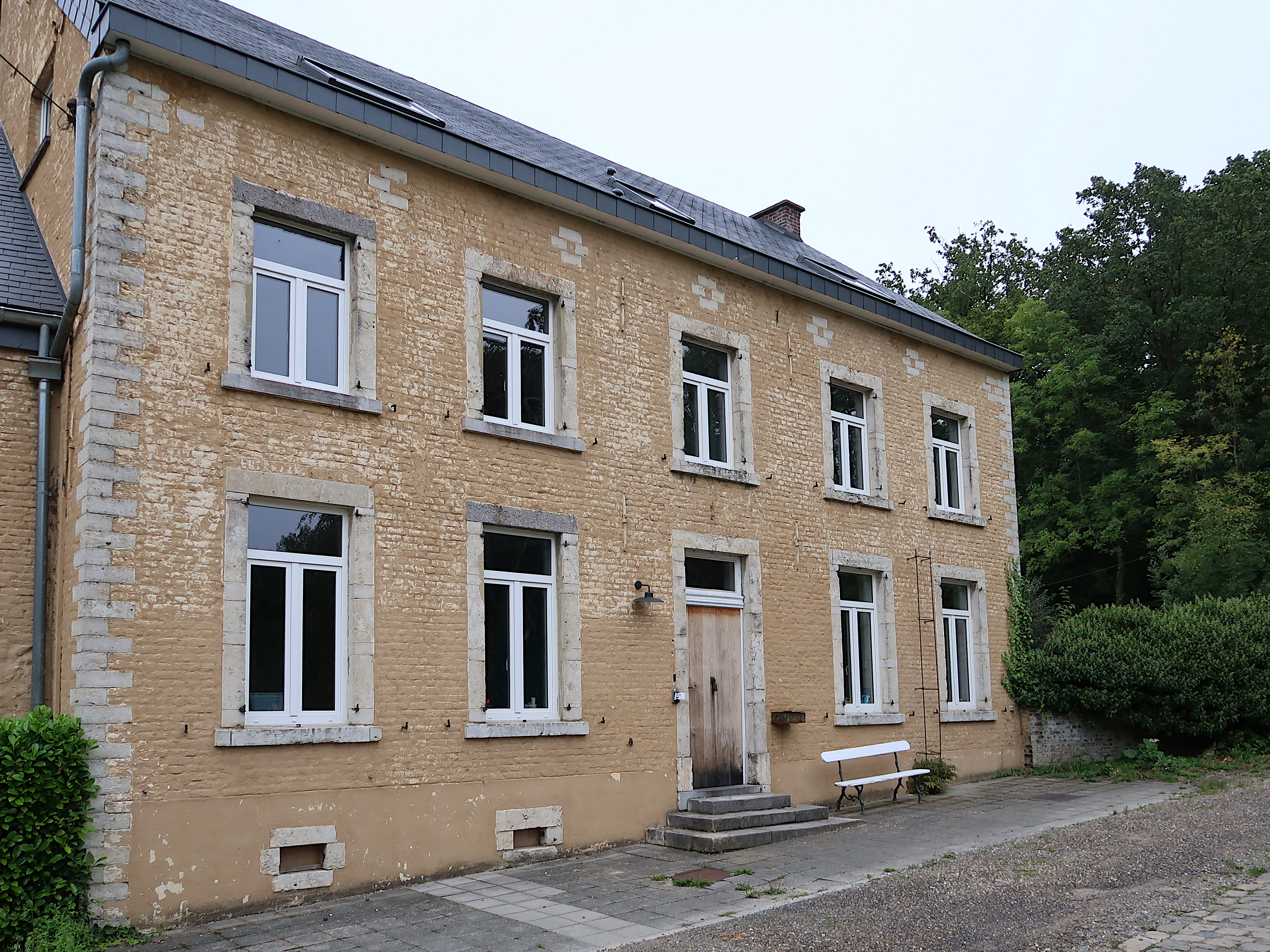
Habitation du Moulin du Maka du XIXe siècle.